# LA女子テニス選手権
LA女子テニス選手権（LA Women's Tennis Championships）は、アメリカ・ロサンゼルスで開催されていたWTAテニストーナメントである。1971年から2009年まで開催された。2010年からサンディエゴの南カリフォルニア・オープンに移行した。

## 大会名の変遷
- ビリー・ジーン・キング招待（Billie Jean King Invitational）: 1971年
- インディペンデント・プレス・女子テニス選手権（Independent Press-Telegram's Women's Tennis Championships）: 1972年
- ブリティッシュ・モーターカー・トーナメント（British Motor Cars Tournament）: 1973年
- バージニア・スリムズ・オブ・ロサンゼルス（Virginia Slims of Los Angeles）: 1977年–1978年
- エイヴォン選手権・オブ・ロサンゼルス（Avon Championships of Los Angeles）: 1979年–1982年
- バージニア・スリムズ・オブ・ロサンゼルス（Virginia Slims of Los Angeles）: 1983年–1994年
- アキュラ・クラシック（Acura Classic）: 1995年–1999年
- イースタイルコム・クラシック（estyle.com Classic）: 2000年–2001年
- JPモーガン・チェイス・オープン（JPMorgan Chase Open）: 2002年–2006年
- イースト・ウェスト・バンク・クラシック（East West Bank Classic）: 2007年–2008年
- LA女子テニス選手権（LA Women's Tennis Championships）: 2009年

## 大会歴代優勝者

### シングルス
| 年      | 優勝者                                    | 準優勝者                                  | 決勝結果                                  |
| ------- | ----------------------------------------- | ----------------------------------------- | ----------------------------------------- |
| 1971    | ビリー・ジーン・キング                    | ロージー・カザルス                        | 6-1, 6-2                                  |
| 1972    | ロージー・カザルス                        | フランソワーズ・デュール                  | 6-2, 6-7, 6-3                             |
| 1973    | マーガレット・コート                      | ナンシー・リッチー                        | 7-5, 6-7, 7-5                             |
| 1974-76 | 開催なし                                  | 開催なし                                  | 開催なし                                  |
| 1977    | クリス・エバート                          | マルチナ・ナブラチロワ                    | 6-2, 2-6, 6-1                             |
| 1978    | マルチナ・ナブラチロワ                    | ロージー・カザルス                        | 6-3, 6-2                                  |
| 1979    | クリス・エバート                          | マルチナ・ナブラチロワ                    | 6-3, 6-4                                  |
| 1980    | マルチナ・ナブラチロワ                    | トレーシー・オースチン                    | 6-2, 6-0                                  |
| 1981    | マルチナ・ナブラチロワ                    | アンドレア・イエガー                      | 6-4, 6-0                                  |
| 1982    | ミマ・ヤウソベッツ                        | シルビア・ハニカ                          | 6-2, 7-6(7–4)                             |
| 1983    | マルチナ・ナブラチロワ                    | クリス・エバート                          | 6-1, 6-3                                  |
| 1984    | クリス・エバート                          | ウェンディ・ターンブル                    | 6-2, 6-3                                  |
| 1985    | クラウディア・コーデ＝キルシュ            | パム・シュライバー                        | 6-2, 6-4                                  |
| 1986    | マルチナ・ナブラチロワ                    | クリス・エバート                          | 7-6(7–5), 6-3                             |
| 1987    | シュテフィ・グラフ                        | クリス・エバート                          | 6-3, 6-4                                  |
| 1988    | クリス・エバート                          | ガブリエラ・サバティーニ                  | 2-6, 6-1, 6-1                             |
| 1989    | マルチナ・ナブラチロワ                    | ガブリエラ・サバティーニ                  | 6-0, 6-2                                  |
| 1990    | モニカ・セレシュ                          | マルチナ・ナブラチロワ                    | 6-4, 3-6, 7-6(8–6)                        |
| 1991    | モニカ・セレシュ                          | 伊達公子                                  | 6-3, 6-1                                  |
| 1992    | マルチナ・ナブラチロワ                    | モニカ・セレシュ                          | 6-4, 6-2                                  |
| 1993    | マルチナ・ナブラチロワ                    | アランチャ・サンチェス・ビカリオ          | 7-5, 7-6(7–4)                             |
| 1994    | エミー・フレージャー                      | アン・グロスマン                          | 6-1, 6-3                                  |
| 1995    | コンチタ・マルティネス                    | チャンダ・ルビン                          | 4-6, 6-1, 6-3                             |
| 1996    | リンゼイ・ダベンポート                    | アンケ・フーバー                          | 6-2, 6-3                                  |
| 1997    | モニカ・セレシュ                          | リンゼイ・ダベンポート                    | 5-7, 7-5, 6-4                             |
| 1998    | リンゼイ・ダベンポート                    | マルチナ・ヒンギス                        | 4-6, 6-4, 6-3                             |
| 1999    | セリーナ・ウィリアムズ                    | ジュリー・アラール＝デキュジス            | 6-1, 6-4                                  |
| 2000    | セリーナ・ウィリアムズ                    | リンゼイ・ダベンポート                    | 4-6, 6-4, 7-6(7–1)                        |
| 2001    | リンゼイ・ダベンポート                    | モニカ・セレシュ                          | 6-3, 7-5                                  |
| 2002    | チャンダ・ルビン                          | リンゼイ・ダベンポート                    | 5-7, 7-6(7–5), 6-3                        |
| 2003    | キム・クライシュテルス                    | リンゼイ・ダベンポート                    | 6-1, 3-6, 6-1                             |
| 2004    | リンゼイ・ダベンポート                    | セリーナ・ウィリアムズ                    | 6-1, 6-3                                  |
| 2005    | キム・クライシュテルス                    | ダニエラ・ハンチュコバ                    | 6-4, 6-1                                  |
| 2006    | エレーナ・デメンチェワ                    | エレナ・ヤンコビッチ                      | 6-3, 4-6, 6-4                             |
| 2007    | アナ・イバノビッチ                        | ナディア・ペトロワ                        | 7-5, 6-4                                  |
| 2008    | ディナラ・サフィナ                        | フラビア・ペンネッタ                      | 6-4, 6-2                                  |
| 2009    | フラビア・ペンネッタ                      | サマンサ・ストーサー                      | 6–4, 6–3                                  |
| 2010-   | 開催なし 南カリフォルニア・オープンへ移行 | 開催なし 南カリフォルニア・オープンへ移行 | 開催なし 南カリフォルニア・オープンへ移行 |

### ダブルス
| 年      | 優勝者                                              | 準優勝者                                                        | 決勝結果                                  |
| ------- | --------------------------------------------------- | --------------------------------------------------------------- | ----------------------------------------- |
| 1971    | ロージー・カザルス ビリー・ジーン・キング           | フランソワーズ・デュール アン・ヘイドン＝ジョーンズ             | 7-5, 6-3                                  |
| 1972    | ロージー・カザルス バージニア・ウェード             | ヘレン・グーレイ カレン・クランツケ                             | 6-4, 5-7, 7-5                             |
| 1973    | ロージー・カザルス ジュリー・ヘルドマン             | マーガレット・コート レスリー・ハント                           | 不戦勝                                    |
| 1974-76 | 開催なし                                            | 開催なし                                                        | 開催なし                                  |
| 1977    | ロージー・カザルス クリス・エバート                 | マルチナ・ナブラチロワ ベティ・ストーブ                         | 6-2, 6-4                                  |
| 1978    | ベティ・ストーブ バージニア・ウェード               | グリア・スティーブンス パム・ティーガーデン                     | 6-3, 6-2                                  |
| 1979    | ロージー・カザルス クリス・エバート                 | マルチナ・ナブラチロワ アン・スミス                             | 6-4, 1-6, 6-3                             |
| 1980    | ロージー・カザルス マルチナ・ナブラチロワ           | キャシー・ジョーダン アン・スミス                               | 7-6, 6-2                                  |
| 1981    | スー・バーカー アン清村                             | マリタ・レドンド ピーナット・ルイス                             | 6-1, 4-6, 6-1                             |
| 1982    | キャシー・ジョーダン アン・スミス                   | バーバラ・ポッター シャロン・ウォルシュ                         | 6-3, 7-5                                  |
| 1983    | マルチナ・ナブラチロワ パム・シュライバー           | ベッツィ・ナゲルセン バージニア・ルジッチ                       | 6-1, 6-0                                  |
| 1984    | クリス・エバート・ロイド ウェンディ・ターンブル     | ベッティーナ・バンジ エヴァ・プファッフ                         | 6-2, 6-4                                  |
| 1985    | クラウディア・コーデ＝キルシュ ヘレナ・スコバ       | ハナ・マンドリコワ ウェンディ・ターンブル                       | 6-4, 6-2                                  |
| 1986    | マルチナ・ナブラチロワ パム・シュライバー           | クラウディア・コーデ＝キルシュ ヘレナ・スコバ                   | 6-4, 6-3                                  |
| 1987    | マルチナ・ナブラチロワ パム・シュライバー           | ジーナ・ガリソン ロリ・マクニール                               | 6-3, 6-4                                  |
| 1988    | パティ・フェンディック ジル・ヘザリントン           | ジジ・フェルナンデス ロビン・ホワイト                           | 7-6(7–2), 5-7, 6-4                        |
| 1989    | マルチナ・ナブラチロワ ウェンディ・ターンブル       | クラウディア・コーデ＝キルシュ メアリー・ジョー・フェルナンデス | 5-2 途中棄権                              |
| 1990    | ジジ・フェルナンデス ヤナ・ノボトナ                 | メルセデス・パス ガブリエラ・サバティーニ                       | 6-3, 4-6, 6-4                             |
| 1991    | ラリサ・ネーランド ナターシャ・ズベレワ             | グレッチェン・メジャーズ ロビン・ホワイト                       | 6-1, 2-6, 6-2                             |
| 1992    | アランチャ・サンチェス・ビカリオ ヘレナ・スコバ     | ジーナ・ガリソン パム・シュライバー                             | 6-4, 6-2                                  |
| 1993    | アランチャ・サンチェス・ビカリオ ヘレナ・スコバ     | ジジ・フェルナンデス ナターシャ・ズベレワ                       | 7-6(7–3), 6-3                             |
| 1994    | ジュリー・アラール ナタリー・トージア               | ヤナ・ノボトナ リサ・レイモンド                                 | 6-1, 0-6, 6-1                             |
| 1995    | ジジ・フェルナンデス ナターシャ・ズベレワ           | ガブリエラ・サバティーニ ラリサ・ネーランド                     | 7-5, 6-7(2–7), 7-5                        |
| 1996    | リンゼイ・ダベンポート ナターシャ・ズベレワ         | エミー・フレージャー キンバリー・ポー                           | 6-1, 6-4                                  |
| 1997    | ヤユク・バスキ カロリネ・ビス                       | ラリサ・ネーランド ヘレナ・スコバ                               | 7-6(9–7), 6-3                             |
| 1998    | マルチナ・ヒンギス ナターシャ・ズベレワ             | タマリネ・タナスガーン エレナ・タタルコワ                       | 6-4, 6-2                                  |
| 1999    | アランチャ・サンチェス・ビカリオ ラリサ・ネーランド | リサ・レイモンド レネ・スタブス                                 | 6-2, 6-7(5–7), 6-0                        |
| 2000    | エルス・カレンズ ドミニク・ファン・ルースト         | キンバリー・ポー アン＝ゲイル・シド                             | 6-2, 7-5                                  |
| 2001    | キンバリー・ポー ナタリー・トージア                 | ニコル・アレント カロリネ・ビス                                 | 6-3, 7-5                                  |
| 2002    | キム・クライシュテルス エレナ・ドキッチ             | ダニエラ・ハンチュコバ 杉山愛                                   | 6-2, 6-3                                  |
| 2003    | マリー・ピエルス レネ・スタブス                     | エレーナ・ボビナ エルス・カレンズ                               | 6-3, 6-3                                  |
| 2004    | ナディア・ペトロワ メガン・ショーネシー             | コンチタ・マルティネス ビルヒニア・ルアノ・パスクアル           | 6-7(2–7), 6-4, 6-3                        |
| 2005    | エレーナ・デメンチェワ フラビア・ペンネッタ         | アンジェラ・ヘインズ ベサニー・マテック                         | 6-2, 6-4                                  |
| 2006    | ビルヒニア・ルアノ・パスクアル パオラ・スアレス     | ダニエラ・ハンチュコバ 杉山愛                                   | 6-3, 6-4                                  |
| 2007    | クベタ・ペシュケ レネ・スタブス                     | アリシア・モリク マラ・サンタンジェロ                           | 6-0, 6-1                                  |
| 2008    | 詹詠然 荘佳容                                       | エバ・ハルディノバ ブラディミラ・ウーリロバ                     | 2-6, 7-5, [10-4]                          |
| 2009    | 荘佳容 晏紫                                         | マリア・キリレンコ アグニエシュカ・ラドワンスカ                 | 6–0, 4–6, [10–7]                          |
| 2010-   | 開催なし 南カリフォルニア・オープンへ移行           | 開催なし 南カリフォルニア・オープンへ移行                       | 開催なし 南カリフォルニア・オープンへ移行 |